# Kjell Sundvall
Kjell Gösta Sundvall (nascut 1953 a Norrbotten, criat a Älvsbyn) és un director de cinema suec.
Entre altres coses, Sundvall ha dirigit una sèrie de pel·lícules sobre el policia Martin Beck i va estar darrere de l'adaptació cinematogràfica noruega del thriller de Tom Egeland Ulvenatten.
El 2006, va ser nomenat doctor honoris causa a la Universitat Tecnològica de Luleå.Ell va ser guardonat amb el premi de cinema suec Premi Guldbaggen al millor director el 1996 per la pel·lícula Jegerne.

## Filmografia (utvalg)
- 2015 - Prästen i paradiset
- 2015 - I nöd eller lust
- 2011 - Jägarna 2
- 2008 - Livet i Fagervik (TV series)
- 2007 –  Ulvenatten
- 2007 – Beck – I Guds navn
- 2007 – Beck – Den japanske shunga
- 2006 – Beck – Advokaten
- 2006 – Beck – Gribben (TV)
- 2005 – Vinnare och förlorare
- 2004 – Hotet
- 2002 - Grabben i graven bredvid  segons el llibre de Katarina Mazetti
- 2002 - Beck – Enslingen
- 2002 - Beck – Kartellen
- 2001 - Beck – Hämndens pris
- 1999 - Tomten är far till alla barnen
- 1998 - c/o Segemyhr
- 1998 - Sista Kontraktet
- 1997 - Beck – Pensionat Pärlan
- 1996 - Jägarna
- 1986 - I lagens namn
- 1983 - Lyckans ost
- 1981 - Inget att bråka om, Johansson (telefilm)
- 1980 - Vi hade i alla fall tur med vädret (telefilm)
- 1980 - Jackpot (telefilm)